# Besan (Indonesië)
Besan is een bestuurslaag in het regentschap Klungkung van de provincie Bali, Indonesië. Besan telt 1875 inwoners (volkstelling 2010).